# ピエレッタ (小惑星)
ピエレッタ (312 Pierretta) は、小惑星帯の小惑星である。
1891年8月28日にオーギュスト・シャルロワがニースで発見した。名前の由来は不明だが、フランス語の女性名だと言われている。
2008年12月に、千葉県でピエレッタによる掩蔽と思われる恒星の減光が観測された。